# Солџер филд
Стадион Солџер филд (енгл. Soldier Field) је вишенаменски (фудбал, атлетика) стадион који се налази у Чикагу, САД.
Стадион је отворен 9. октобра 1924. године, а након опсежног реновирања у новом миленијуму, поново отворен 26. септембра 2003. године. Након ове обнове, може примити 61.500 гледалаца. Стадион је домаћин клубу америчког фудбала Чикаго берси. Стадион се користи и за друге врсте догађаја, попут поп концерата. Током Светског првенства у фудбалу 1994. овде се 17. јуна одиграла уводна утакмица између Немачке и Боливије.
Стадион се налази тик уз лејк шоре драјв на најсевернијем врху Бернхам парка на језеру Мичиген. Северно од стадиона налази се Природњачки музеј у Музејском кампусу.

## Фудбалски турнири

### Светско првенство у фудбалу
Током Светског првенства у фудбалу 1994. на стадиону је одиграно пет утакмица. 
| №  | Датум         | Репрезентације     | Резултат | Светско првенство        | Гледалаца |
| -- | ------------- | ------------------ | -------- | ------------------------ | --------- |
| 1. | 17. јун 1994. | Немачка – Боливија | 1 – 0    | СП 1994. Групна фаза (Ц) | 63.117    |
| 2. | 21. јун 1994  | Немачка – Шпанија  | 1 – 1    | СП 1994. Групна фаза (Ц) | 63.113    |
| 3. | 26. јун 1994  | Грчка – Бугарска   | 0 – 4    | СП 1994. Групна фаза (Д) | 63.160    |
| 4. | 27. јун 1994  | Боливија – Шпанија | 1 – 3    | СП 1994. Групна фаза (Ц) | 63.089    |
| 5. | 2. јул 1994   | Немачка – Белгија  | 3 – 2    | СП 1994. Полуфинале      | 60.246    |

### КОНКАКАФ златни куп
Овај стадион је неколико пута биран као стадион домаћина током турнира за Златни куп, фудбалског турнира за репрезентације КОНКАКАФа. Током Златног купа 2007 , 2009 , 2011 , 2013 , 2015  и 2019 , овај стадион је био један од стадиона на којима су се играле фудбалске утакмице.
| №  | Датум         | Репрезентације                | Резултат | Златни куп  | Гледалаца |
| -- | ------------- | ----------------------------- | -------- | ----------- | --------- |
| 1  | 21. јун 2007. | Канада – Сједињене Државе     | 1:2      | Полуфинале  | 50.760    |
| 2  | 21. јун 2007. | Мексико – Гваделуп            | 1:0      | Полуфинале  | 50.760    |
| 3  | 24. јун 2007. | Сједињене Државе – Мексико    | 2:1      | Финале      | 60.000    |
| 4  | 23. јун 2009. | Хондурас – Сједињене Државе   | 0:2      | Полуфинале  | 53.173    |
| 5  | 23. јун 2009. | Костарика – Мексико           | 1:1      | Полуфинале  | 53.173    |
| 6  | 12. јун 2011. | Салвадор – Куба               | 6:1      | Групна фаза | 62.000    |
| 7  | 12. јун 2011. | Мексико – Костарика           | 4:1      | Групна фаза | 62.000    |
| 8  | 28. јул 2013. | Сједињене Државе – Панама     | 1:0      | Финале      | 57.920    |
| 9  | 9. јул 2015.  | Тринидад и Тобаго – Гватемала | 3:1      | Групна фаза | 54.126    |
| 10 | 9. јул 2015.  | Мексико – Куба                | 6:0      | Групна фаза | 54.126    |
| 11 | 7. јул 2019.  | Мексико – Сједињене Државе    | 1:0      | Финале      | 62.493    |

### Копа Америка Сентенарио
| № | Датум         | Репрезентације               | Резултат | Златни куп | Гледалаца |
| - | ------------- | ---------------------------- | -------- | ---------- | --------- |
| 1 | 5. јун 2016.  | Јамајка – Венецуела          | 0:1      | Полуфинале | 25.560    |
| 2 | 7. јун 2016.  | Сједињене Државе – Костарика | 4:0      | Полуфинале | 39.642    |
| 3 | 10. јун 2016. | Аргентина – Панама           | 5:0      | Финале     | 53.885    |
| 4 | 22. јун 2016. | Колумбија – Чиле             | 0:2      | Полуфинале | 55.423    |